# Stopnica Druga (gromada)
Stopnica II lub Stopnica Druga (do 30 XII 1961 Białoborze) – dawna gromada, czyli najmniejsza jednostka podziału terytorialnego Polskiej Rzeczypospolitej Ludowej w latach 1954–1972.
Gromady, z gromadzkimi radami narodowymi (GRN) jako organami władzy najniższego stopnia na wsi, funkcjonowały od reformy reorganizującej administrację wiejską przeprowadzonej jesienią 1954 do momentu ich zniesienia z dniem 1 stycznia 1973, tym samym wypierając organizację gminną w latach 1954–1972.
Gromada Stopnica II z siedzibą GRN w Stopnicy (wówczas wsi) powstała 31 grudnia 1961 w powiecie buskim w woj. kieleckim w związku ze zmianą nazwy gromady Białoborze na gromada Stopnica II w celu utożsamienia nazwy gromady z jej faktyczną siedzibą (znajdującą się w Stopnicy od 31 grudnia 1959). Przydawka "Druga" była konsekwencją wymogu odróżnienia jej od współistniejącej sąsiedniej gromady Stopnica (też z siedzibą GRN w Stopnicy), która z kolei w celu ujednoznacznienia przyjęła przydawkę "Pierwsza".
W 1965 roku gromada Stopnica II miała 27 członków gromadzkiej rady narodowej.
Gromadę Stopnica Druga zniesiono 1 stycznia 1969, a jej obszar włączono do gromady Stopnica Pierwsza, którą równocześnie przemianowano na gromada Stopnica.